# Kobyla (Beskid Śląski)
Kobyla (802 m n.p.m.) – szczyt w Paśmie Stożka i Czantorii w Beskidzie Śląskim.
Kobyla (na niektórych mapach również jako Kobyła) stanowi kulminację bocznego ramienia, odchodzącego w rejonie Małego Stożka od głównego grzbietu pasma w kierunku północno-wschodnim, w stronę doliny Kopydła. Oddziela dolinę Dziechcinki na północy od doliny potoku Łabajowa na południu. Wierzchołek wydłużony, porośnięty lasem. Pod wierzchołkiem, od strony północnej i wschodniej, polany z osiedlem Kobyla, administracyjnie należącym do Wisły. W XIX w. funkcjonował na nich szałas, jednak Ludomir Sawicki, prowadzący badania nad pasterstwem na Śląsku Cieszyńskim w 1913 r. podał go jako dawno już nieistniejący.
Poniżej polany z osiedlem interesująca wychodnia skalna, zwana Krzakoską Skałą. Uprawiana jest na niej wspinaczka skalna.
Kobyla w całości znajduje się w granicach miasta Wisła w powiecie cieszyńskim, województwie śląskim. Przez Kobylą biegnie, omijając zalesiony wierzchołek od północy, niebiesko znakowany szlak turystyczny z Wisły Dziechcinki do rozdroża pod Małym Stożkiem w grzbiecie granicznym.

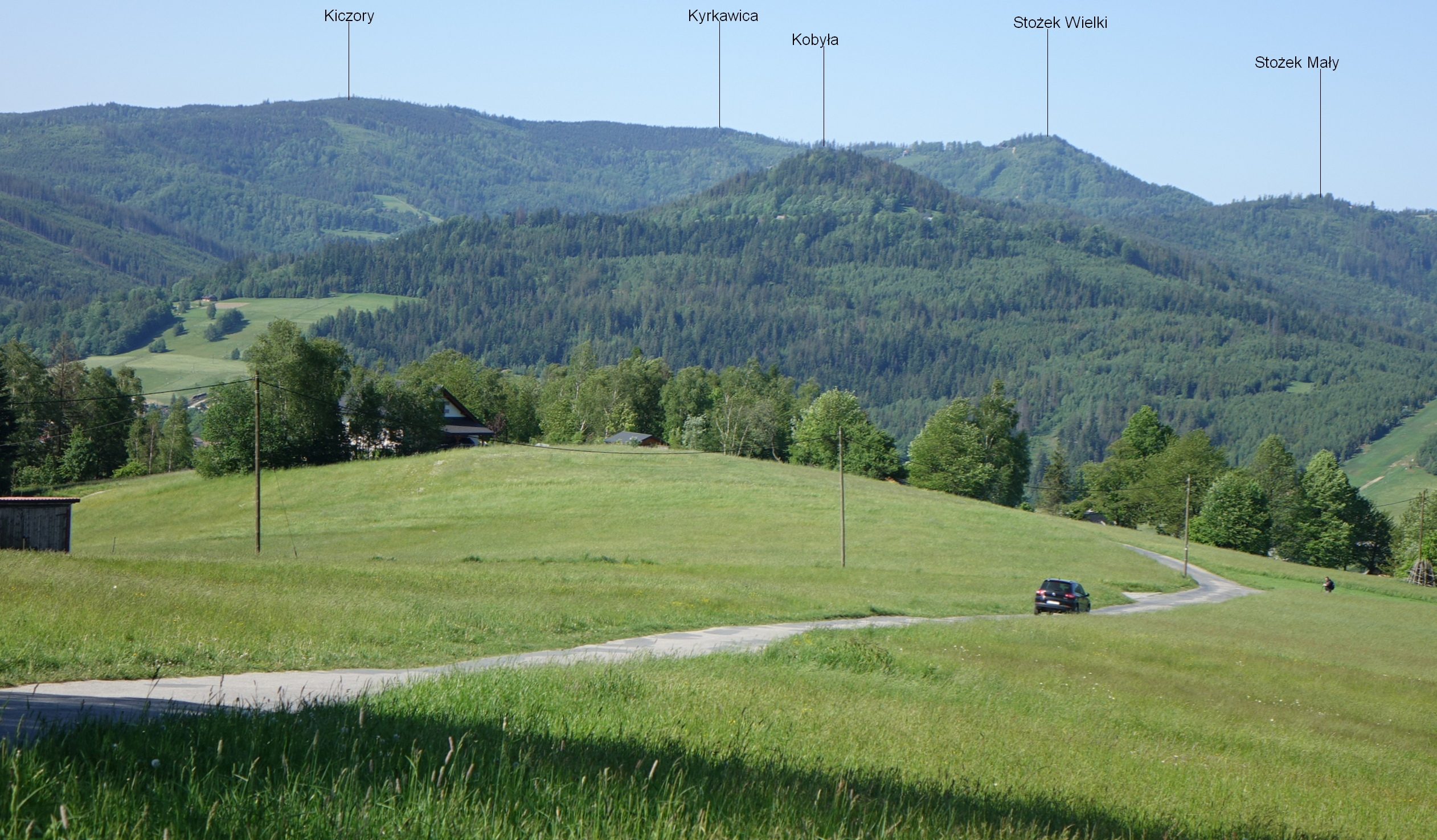
Widok z osiedla Jarzębata pod Kamiennym